# Satou Sabally
Satou Sabally (New York, 25 aprile 1998) è una cestista tedesca con cittadinanza statunitense, professionista nella WNBA.

## Carriera
È stata selezionata dalle Dallas Wings al primo giro del Draft WNBA 2020 (2ª scelta assoluta).

## Statistiche

### College
| Anno      | Squadra      | PG  | PT | MP   | TC%  | 3P%  | TL%  | RP  | AP  | PRP | SP  | PP   |
| --------- | ------------ | --- | -- | ---- | ---- | ---- | ---- | --- | --- | --- | --- | ---- |
| 2017-2018 | Oregon Ducks | 38  | 29 | 24,1 | 46,1 | 37,0 | 78,7 | 3,8 | 1,8 | 1,0 | 0,7 | 10,7 |
| 2018-2019 | Oregon Ducks | 38  | 38 | 30,4 | 50,5 | 41,1 | 73,4 | 6,2 | 2,0 | 1,4 | 0,9 | 16,6 |
| 2019-2020 | Oregon Ducks | 29  | 29 | 28,8 | 46,4 | 33,8 | 79,2 | 6,9 | 2,3 | 1,0 | 0,4 | 16,2 |
| Carriera  | Carriera     | 105 | 96 | 27,7 | 48,0 | 37,8 | 77,0 | 5,6 | 2,0 | 1,2 | 0,7 | 14,4 |

### WNBA

#### Regular season
| Anno     | Squadra      | PG | PT | MP   | TC%  | 3P%  | TL%  | RP  | AP  | PRP | SP  | PP   |
| -------- | ------------ | -- | -- | ---- | ---- | ---- | ---- | --- | --- | --- | --- | ---- |
| 2020     | Dallas Wings | 16 | 14 | 28,1 | 36,8 | 19,7 | 87,2 | 7,8 | 2,5 | 0,9 | 0,9 | 13,9 |
| 2021     | Dallas Wings | 17 | 14 | 24,9 | 41,8 | 32,7 | 77,0 | 5,9 | 2,8 | 0,2 | 0,8 | 11,9 |
| 2022     | Dallas Wings | 11 | 6  | 21,7 | 39,8 | 23,3 | 91,4 | 4,8 | 2,1 | 0,5 | 0,2 | 11,3 |
| 2023     | Dallas Wings | 38 | 38 | 33,1 | 43,5 | 36,1 | 87,4 | 8,1 | 4,4 | 1,8 | 0,4 | 18,6 |
| 2024     | Dallas Wings | 15 | 15 | 34,1 | 42,6 | 45,2 | 77,9 | 6,4 | 5,0 | 1,3 | 0,5 | 17,9 |
| Carriera | Carriera     | 97 | 87 | 29,7 | 41,8 | 33,6 | 84,8 | 7,0 | 3,6 | 1,1 | 0,6 | 15,7 |

#### Play-off
| Anno     | Squadra      | PG | PT | MP   | TC%  | 3P%  | TL%  | RP  | AP  | PRP | SP  | PP   |
| -------- | ------------ | -- | -- | ---- | ---- | ---- | ---- | --- | --- | --- | --- | ---- |
| 2021     | Dallas Wings | 1  | 0  | 22,0 | 50,0 | -    | 66,7 | 4,0 | 1,0 | 2,0 | 1,0 | 12,0 |
| 2022     | Dallas Wings | 3  | 0  | 15,3 | 33,3 | 30,0 | 80,0 | 1,3 | 3,0 | 0,0 | 0,3 | 7,0  |
| 2023     | Dallas Wings | 5  | 5  | 33,6 | 35,9 | 39,1 | 77,8 | 5,2 | 4,2 | 1,4 | 1,2 | 15,8 |
| Carriera | Carriera     | 9  | 5  | 26,2 | 36,7 | 36,4 | 76,9 | 3,8 | 3,4 | 1,0 | 0,9 | 12,4 |

## Palmarès
- WNBA Most Improved Player (2023)
- All-WNBA First Team (2023)
- WNBA All-Rookie First Team (2020)